# Thomas Lippmann

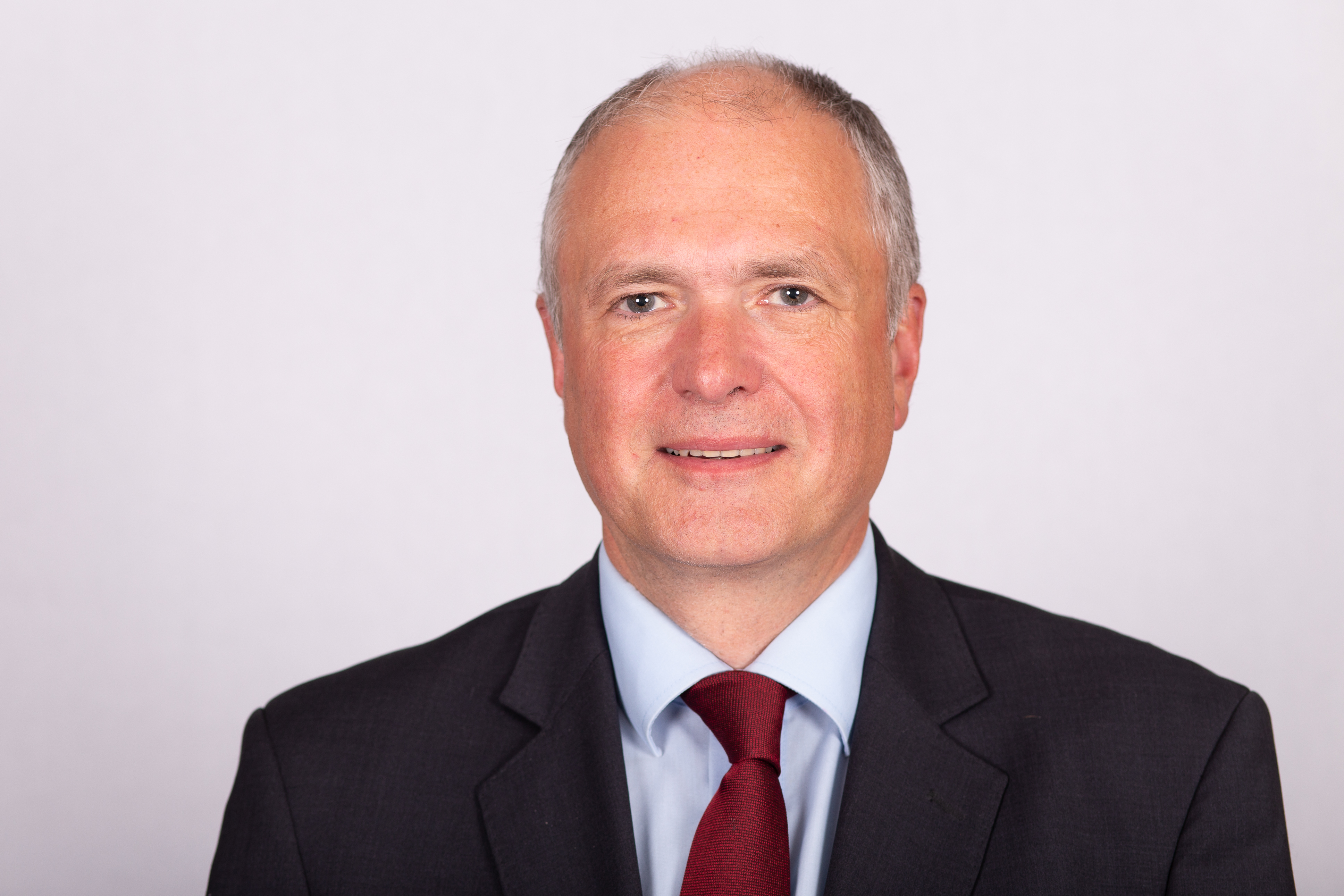
Thomas Lippmann 2018

Thomas Lippmann (* 30. Dezember 1961 in Weimar) ist ein deutscher Gewerkschafter und Politiker (Die Linke). Er ist seit 2016 Abgeordneter im Landtag von Sachsen-Anhalt und war dort von 2017 bis 2021 Vorsitzender der Fraktion Die Linke.

## Leben
Lippmann besuchte bis zur achten Klasse die Weimarer POS „Wilhelm Pieck“. Die neunte und zehnte Klasse absolvierte er in der Weimarer EOS „Friedrich Schiller“. Nach erfolgreich bestandener Aufnahmeprüfung besuchte Lippmann ab 1978 die Spezialklassen für Mathematik und Physik an der Universität Halle. Nach dem Abitur 1980 leistete er Grundwehrdienst bei der NVA. Im Anschluss daran nahm Lippmann ein Lehrerstudium an der Universität Halle auf, das er 1986 als Diplomlehrer für Mathematik und Physik abschloss. Von 1986 bis 2002 arbeitete er als Lehrer an der Sekundarschule in Wallwitz, zwischen 1990 und 2002 übernahm er dort auch die Funktion des Schulleiters.
Nach der politischen Wende in der DDR schloss sich Lippmann 1990 der Gewerkschaft Erziehung und Wissenschaft (GEW) an. Von 1998 bis 2016 war er Landesvorsitzender der GEW Sachsen-Anhalt. Neben seiner gewerkschaftlichen Tätigkeit engagierte er sich in der Kommunalpolitik. Von 2004 bis 2010 war Lippmann Ratsmitglied der Gemeinde Petersberg und dort Vorsitzender der Fraktion Bürger für Petersberg; von 2004 bis 2014 war er Kreistagsmitglied des Saalekreises und dort Vorsitzender der Fraktion Soziale Liste Saalekreis.
Lippmann war bis zu seinem Eintritt in die Partei Die Linke im Januar 2017 parteilos. Bei der Landtagswahl in Sachsen-Anhalt im März 2016 trat er als Direktkandidat für Die Linke im Wahlkreis 33 (Saalekreis) an. Er wurde auf Platz 8 über die Landesliste in den Landtag von Sachsen-Anhalt gewählt. Von November 2017 bis Juni 2021 war er Vorsitzender der Fraktion Die Linke, ab Dezember 2020 gemeinsam mit Eva von Angern. Bei der Landtagswahl im Juni 2021 zog er über Platz 2 der Landesliste erneut in den Landtag ein.